# 小行星1927
小行星1927（1927 Suvanto）是一颗围绕太阳公转的小行星。1936年3月18日，拉斐爾·蘇萬托在图尔库发现了此天体。
該小行星以發現者拉斐爾·蘇萬托命名。
这颗小行星的绝对星等为95.58998955471183等。